# Jean-Jacques Moll
Pour les articles homonymes, voir Moll.
Johann Jakob Moll, francisé en Jean-Jacques Moll (1743-1828) est un écrivain, théoricien de la ville, et dessinateur-architecte suisse, actif à Paris à la fin du XVIIIe siècle. Il a plusieurs fois proposé, en texte et en image, un nouveau modèle urbain « idéalement » adapté aux transformations sociales, politiques et économiques dont il était le témoin.

## Biographie

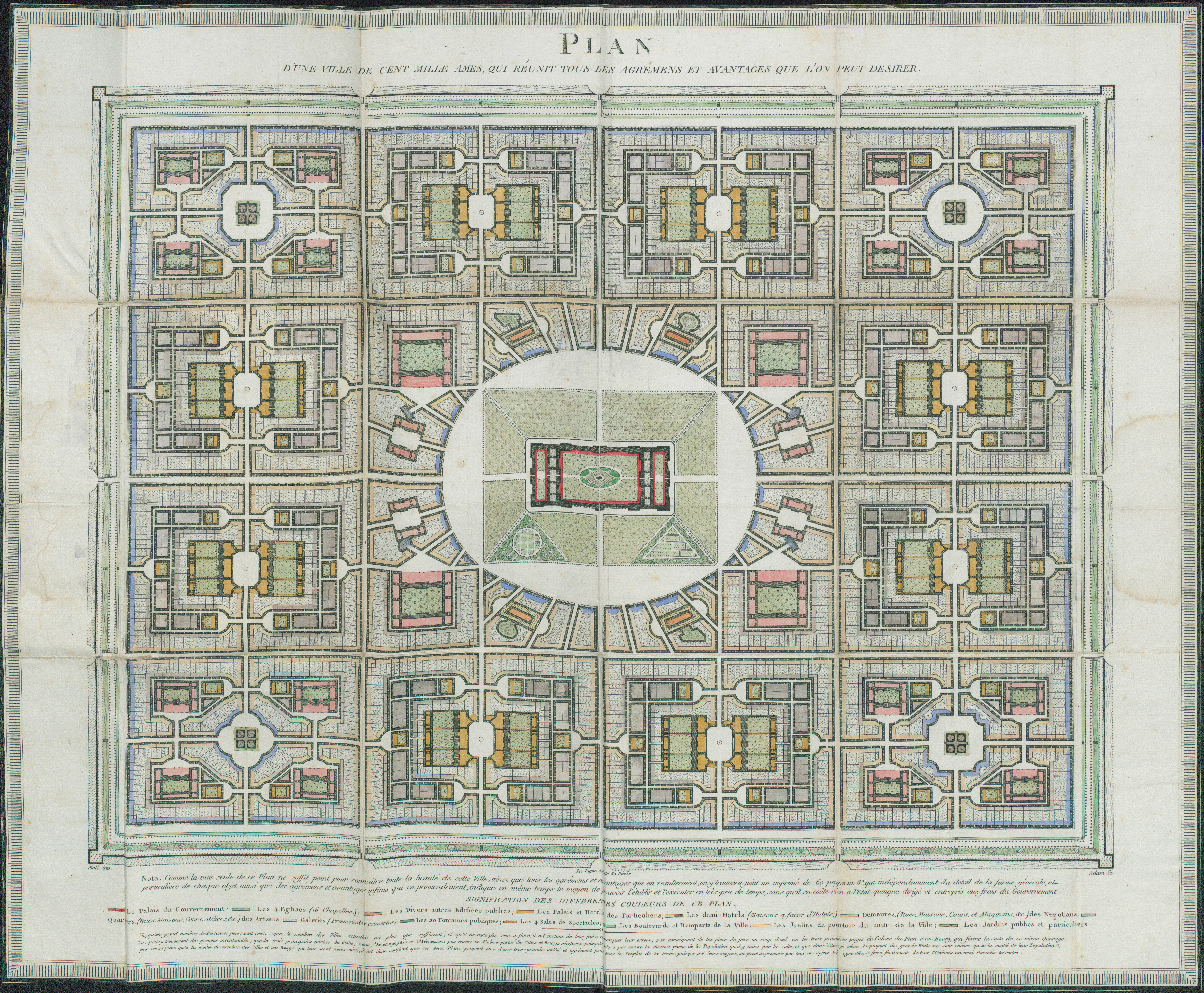
Plan d'une ville de cent mille âmes (1801).

Jean Jacques Moll, originaire de Bienne en Suisse, gagne Paris au cours de la décennie 1760-1770. Les points essentiels de sa vie nous sont connus grâce aux recherches d'un historien local, Johannes Strickler. C'est certainement durant son séjour parisien que Jean-Jacques Moll conçut des projets de réformes sociales et politiques inspirés par l'effervescence intellectuelle des périodes pré-révolutionnaire puis révolutionnaire. Durant la Convention, Moll proposa un projet d’édification d’un « palais national ». Ce haut lieu de la Révolution aurait dû rassembler d'une part les nouveaux organes du gouvernement et d'autre part les ministères qui sous l'Ancien Régime étaient souvent confondus aux bâtiments privés des titulaires des charges. En 1794, quelques jours avant l'arrestation et la mort de Robespierre, Moll aurait présenté à la Convention une proposition de réorganisation de la France en départements.
Cependant, aucune des informations fournies par Strickler ne sont justifiées par des références solides à des sources d’archives et il n’est pas interdit de penser, faute de preuves, que Moll reprit, quelques années après, vers 1800, le même dispositif dans une brochure de soixante-dix pages intitulé Moyens de faire de la République Française, l’État le plus heureux et le plus agréable qui existe.
L'auteur échafaude un système ingénieux de gouvernement et de répartition des membres de la communauté par classe sociale, en affectant à chacune d'entre elles un rôle civique. Il crée un « système » d’avancement social progressif par des loteries et des évaluations financières. Moll avance que cent mille citoyens assemblés pourraient former la population idéale d’une ville érigée en chef-lieu d’une circonscription : « que dans chaque département de trois cents mille âmes, il n’y ait qu’une seule ville, mais peuplée de cent mille âmes, et autant qu’il est possible, dans la forme prescrite par un plan que je communiquerai à la suite de cet ouvrage... ». 
Moll a rédigé un traité intitulé : « Plan d’une ville de cent mille âmes, c’est-à-dire, cahier servant de suite audit plan, contenant non seulement le détail de la forme générale et particulière de chaque objet, ainsi que celui de son utilité, de sa beauté, et des agrémens et avantages qui en résultent, mais encore le moyen de pouvoir l’exécuter en très peu de temps, sans fonds d’avance et sans qu’il en coûte rien à l’État, quoique dirigé et entrepris aux frais du gouvernement » – que l'éditeur a publié en joignant un plan abstrait d'une cité idéale. La planche gravée (45 x 54 cm) par Dien et devait initialement figurer à la fin du traité. Le traité, composé de soixante-deux pages de format in 12, a été tiré à un faible nombre d'exemplaires ce qui explique sa grande rareté dans les collections publiques et privées. Inlassablement, Jean-Jacques Moll publia les mêmes idées durant deux ou trois décennies. Effectivement, en 1805, il fit paraître un nouveau projet intitulé « Cahier : contenant six différentes parties de plans de villes… ». qui n'est autre qu'un nouveau texte d'une vingtaine de pages et d’un certain nombre de plans illustrant l'idée d'une ville idéale modulaire.

## Œuvres publiées
- Moyens de faire de la République Française, l’État le plus heureux et le plus agréable qui existe, Paris, 1800, 70 pages, in-4°
- Plan d’une ville de cent mille âmes, c’est-à-dire, cahier servant de suite audit plan, contenant non seulement le détail de la forme générale et particulière de chaque objet, ainsi que celui de son utilité, de sa beauté, et des agrémens et avantages qui en résultent, mais encore le moyen de pouvoir l’exécuter en très peu de temps, sans fonds d’avance et sans qu’il en coûte rien à l’État, quoique dirigé et entrepris aux frais du gouvernement, Paris, 72 pages, in-12°
- Cahier contenant six différentes parties de plans de villes, avec le moyen de varier les places qui se trouvent dans les centres, de plus de quarante manières différentes, bibliothèque du Getty Research Center, special collection, 91-B 25 584